# Titus Lucretius Tricipitinus
Titus Lucretius Tricipitinus ist eine Figur der römischen Frühzeit. Zweimal, in den Jahren 508 und 504 v. Chr. soll er, beide Male an der Seite von Publius Valerius Poplicola, römischer Konsul gewesen sein. Trotz seiner angeblichen Erfolge, so seinem Sieg gegen Porsenna während des ersten und dem Sieg samt einem Triumph über die Sabiner während seines zweiten Konsulates, tritt seine Person in der Überlieferung immer hinter die seines Amtskollegen zurück.
Die Person des Titus Lucretius Tricipitinus samt seinen Taten ist ganz oder zumindest in weiten Teilen dem römischen Mythos zuzuschreiben.